# India pale ale
Az India pale ale, röviden IPA egy brit eredetű felső erjesztésű sörfajta. Neve onnan ered, hogy a 18. században, amikor India brit gyarmat volt, az oda szállított sörökbe nagy mennyiségű komlót tettek, hogy kibírják a hosszú hajóutat anélkül, hogy minőségük leromlana. A 2010-es évek egyik legdivatosabb söre világszerte.

## Jellemzői
Az IPA sörök jellemzője a magas komlótartalom miatti keserűség és a legalább közepes testesség. Gyakran fordulnak elő benne karamellre emlékeztető édeskés, valamint gyümölcsös, citrusos, esetleg fenyős-gyantás aromák is, de a felhasznált komlóktól függően az ízvilág széles skálán mozoghat. Színe sokféle lehet a mézaranytól kezdve a rozsdavörösig, bronzszínűig. Szénsavtartalma mérsékelt, alkoholtartalma viszonylag magas, főleg az Imperial IPA és a Double IPA változatoké, amely akár a 7,5%-ot is meghaladhatja.
Két fő változata az angol és az amerikai IPA: előbbiek általában sötétebb színűek, inkább karamellásabb, pörköltebb aromájúak, az ott használt komlóknak (pl. Goldings, Challenger, Target) köszönhetően földes, füves és borsos jegyeket is magukban hordoznak, utóbbiak inkább világosabbak, enyhén mézes és gyantás jellegűek, valamint az ott népszerű komlók (pl. Cascade, Amarillo, Simcoe) hatására citrusosabbak.
Az IPA élénk komlóssága miatt főként erős fűszerezésű, például indiai ételekhez és gyümölcsökhöz ajánlott, valamint erős ízű, sós sajtokhoz és vörös húsokhoz. Karamelles aromája miatt karamellizált sült hagymához is jó.

## Története

### Megjelenése
A 18. században Brit Birodalom gyarmatai már szinte az egész Földet behálózták, ám a távolban szolgálatot teljesítő britek, főként ha trópusi éghajlatú gyarmaton, például Indiában éltek, a meleg időjárás miatt nem tudtak maguknak helyben sört előállítani, sőt, az anyaországból való import sem működött, mivel hajón olyan sokáig tartott az út (a szállítás (egész Afrika megkerülése miatt) akár fél évbe is beletelhetett), ez pedig a meleggel párosulva azt okozta, hogy az így behozott sörök minősége jócskán leromlott, sokszor teljesen ihatatlanná váltak, megsavanyodtak, mire a címzettekhez eljutottak. Hiába helyezték el a söröshordókat a hajó legmélyebb, leghidegebb részein, az Egyenlítő táján már a 27 °C-ot is elérte a tengervíz hőmérséklete, az Indiai-óceánban pedig még magasabb is lehetett. A szállítási probléma megoldására több ötlet is született, például a sör lefagyasztása, vagy (1772-ben) az, hogy a víz kiforralásával egy olyan sűrítményt állítsanak elő, amelyből akár később a hajón is elkészíthető a sör, de a legmelegebb vidékeken ezek sem működtek.
Ezért végül azt találták ki, hogy sok komlót tesznek hozzá: ez amellett, hogy tartósította az italt (a benne található izohumulon megakadályozza a tejsavbaktériumok elszaporodását), még kellemes aromát is adott neki. A legelterjedtebb nézet szerint az első ilyen terméket 1780-ban (más forrás szerint az 1790-es években) állította elő a kelet-londoni George Hodgson főzdéje, az Old Bow, majd az új eljárást mások is átvették, ám olyan történészek is vannak, akik szerint már az 1700-as évek elején sikerült károsodás nélkül söröket szállítani Indiába, a magas komlótartalmú változat pedig 1760 körül jelent meg, arra pedig szerintük egyetlen bizonyíték sem létezik, hogy a sör történetében később valóban fontos szerepet játszó Hodgson lett volna személy szerint az, aki feltalálta az új tartósítási eljárást.
1750-es adatok szerint az angolok mindössze 1480 hordónyi sört küldtek hajón Indiába, és még 1775-ben is csak 1680-at, viszont 1800-ban ez a szám már 9000-re emelkedett. A sörtípus ma használt neve, az India pale ale 1829-ben jelent meg először két ausztrál újságban: a Sydney Gazette és a New South Wales Advertiser hirdetéseiben.
Míg az új ital, amelynek ekkor még csak October Beer, azaz „októberi sör” volt a neve, a következő időszakban Indiában nagy népszerűségnek örvendett, addig otthon, Angliában, nem terjedt el különösképpen. Arról, hogy ezekben az időkben a sör alkoholtartalma mekkora volt, megoszlanak a vélemények: van olyan forrás, amely szerint alacsonyabb volt, mint a ma ismert típusoknak (és maradék cukor is kevesebb volt benne, így a szállítás során utóerjedés sem zajlott le), más forrás szerint viszont már ekkor is sok volt bennük az alkohol, és ez is segített a tartósításban.

### Elterjedése és hanyatlása

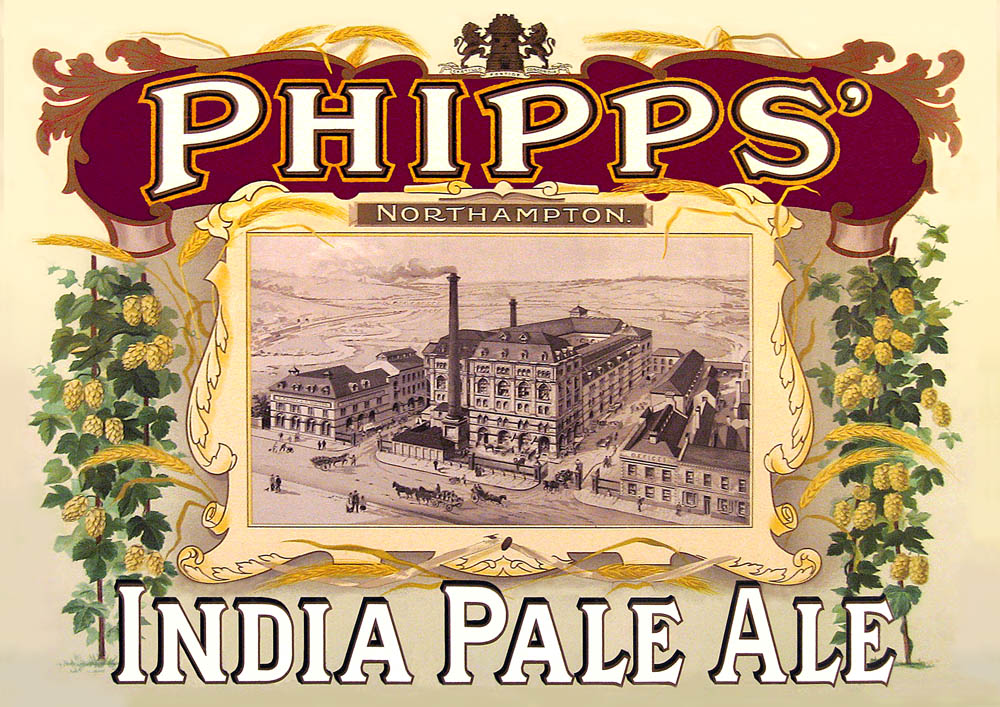
IPA-címke a 19. század végéről

A 19. század elején a Hodgson család sörexportra való befolyása egyre nőtt, viszont módszereit és receptjeit egyre többen kezdték utánozni, például három Burton upon Trent-i főzde, a Salt, az Allsopp és a Bass. Igaz, hogy nekik plusz költséget jelentett, hogy először Londonba kellett szállítani a terméket, hogy hajóra rakhassák (ráadásul a sorozatos rablótámadások miatt védelmet is kellett biztosítani az út alatt), valamint új és több hordóra is szükségük volt, néhány éven belül az ő üzletük is sikeressé vált. Ráadásul Allsopp sörét az indiaiak jobbnak találták, mint a Hodgson-félét, valószínűleg azért, mert a trenti medence kalcium-szulfátban gazdagabb vizei kellemesebb keserűséget adtak a sörnek, mint a karbonátos londoni vizek.
1827-ben egy Indiába tartó teherszállító hajó hajótörést szenvedett az Ír-tengeren. Maradványait és rakományát elárverezték: a helyiek így szereztek tudomást az IPA létezéséről, és rögtön meg is kedvelték. Az addig ismeretlen sör Liverpoolban rövid idő alatt hatalmas sikert aratott, majd hamarosan Londonban is növekedni kezdett a népszerűsége, sőt, az országhatárokat is átlépte: nemsokára Németországban és Norvégiában is gyártani kezdték. A 19–20. század fordulója táján, amikor az Amerikai Egyesült Államokban a lager sörök gyors terjedése miatt az ale-ek fogyasztása visszaesett, az északkeleti országrészben élő sörfőzők is elkezdték az IPA exportra történő gyártását. Az első világháború idején a jövedéki adó emelkedése a gyártókat alacsonyabb alkoholtartalmú, más minőségű sörök előállítására ösztönözte, így az IPA jellegzetességei is megváltoztak, visszaszorultak, lassan alig vált megkülönböztethetővé más sörfajtáktól. Ehhez jött hozzá még a brit gyarmatbirodalom összedőlése is, így végül a 20. század közepére az eredeti IPA szinte teljesen eltűnt az egész világról.

### Újbóli divatba jövése
Az IPA-t az 1980-as évek elején az USA nyugati partvidékének táján működő fiatal kézműves sörfőzdék hozták vissza újra a köztudatba, mert ebben a sörtípusban találták meg azt, ami véleményük szerint a legtöbbet ki tudja hozni a környéken termelt jó minőségű komlókból. Innen kiindulva kezdett elterjedni nagy sebességgel világszerte, hamarosan az egyik legdivatosabb sörré vált.
Az IPA-t Magyarországon 2017-ig csak kézműves sörfőzdék állították elő, de ebben az évben megjelent a piacon az első nagy sörgyártó, a Soproni IPA söre, a 4,8% alkoholtartalmú Óvatos Duhaj IPA. A termék az International Beer Challenge nevű megmérettetésen bronz minősítést szerzett.

## Képek

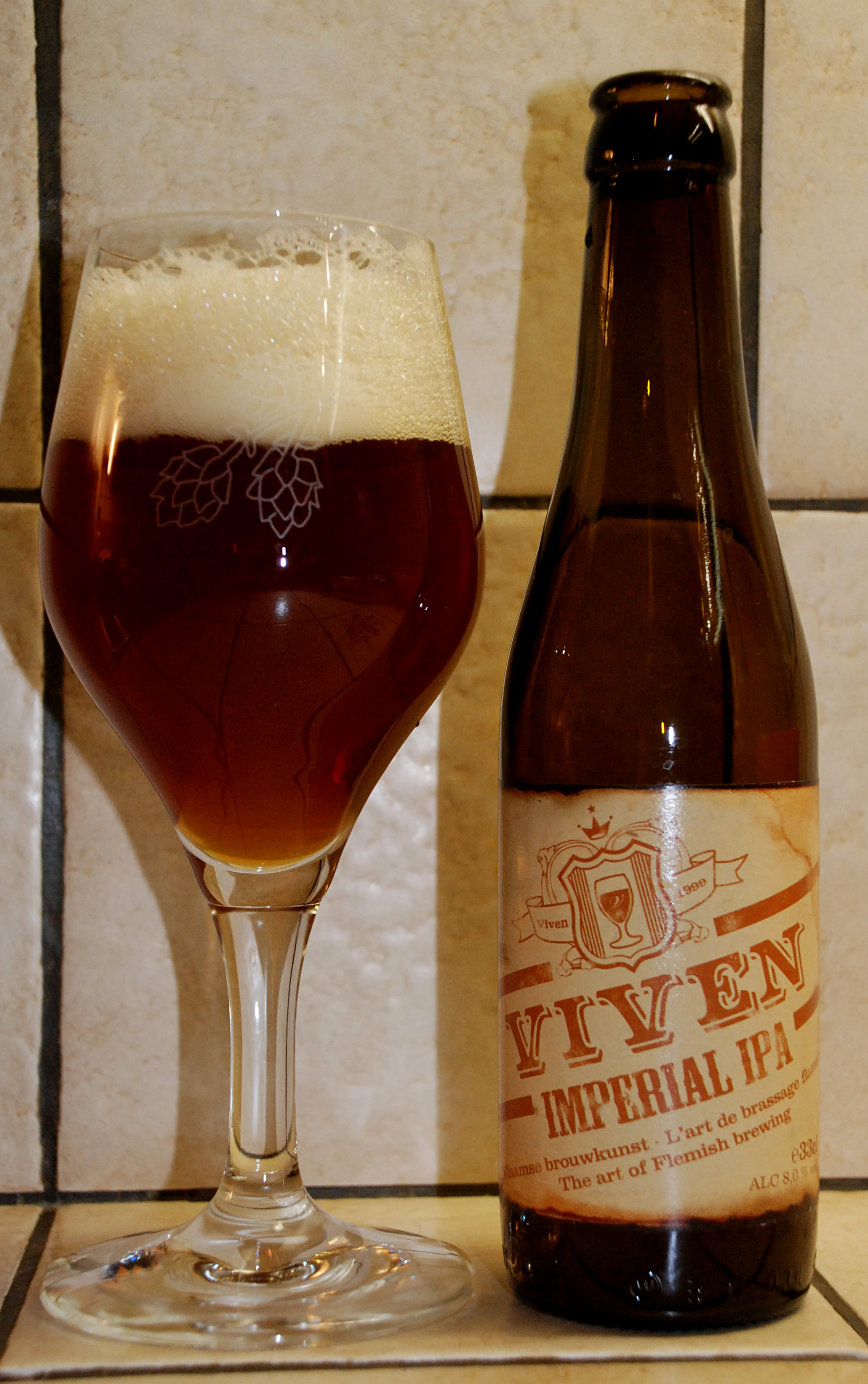
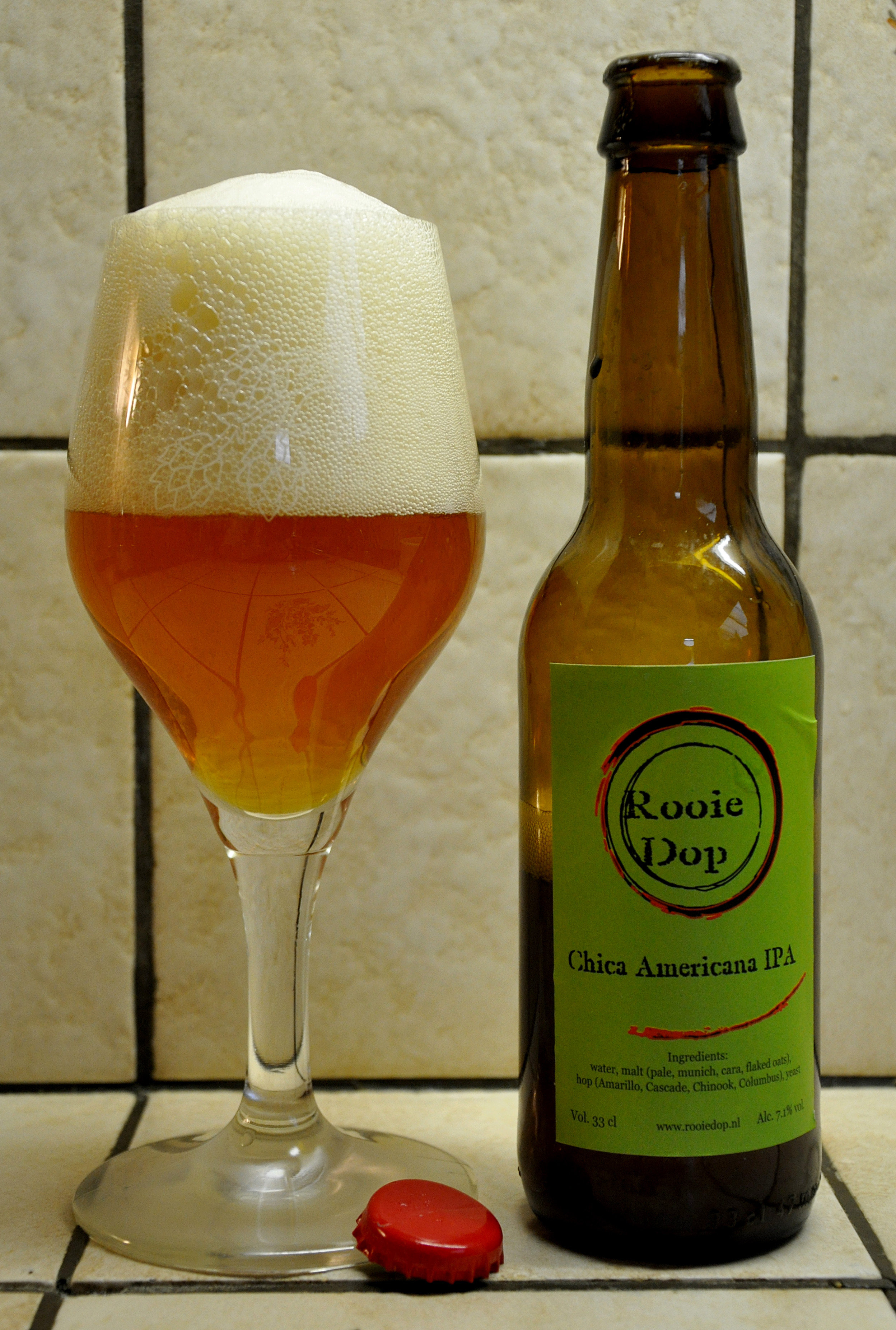
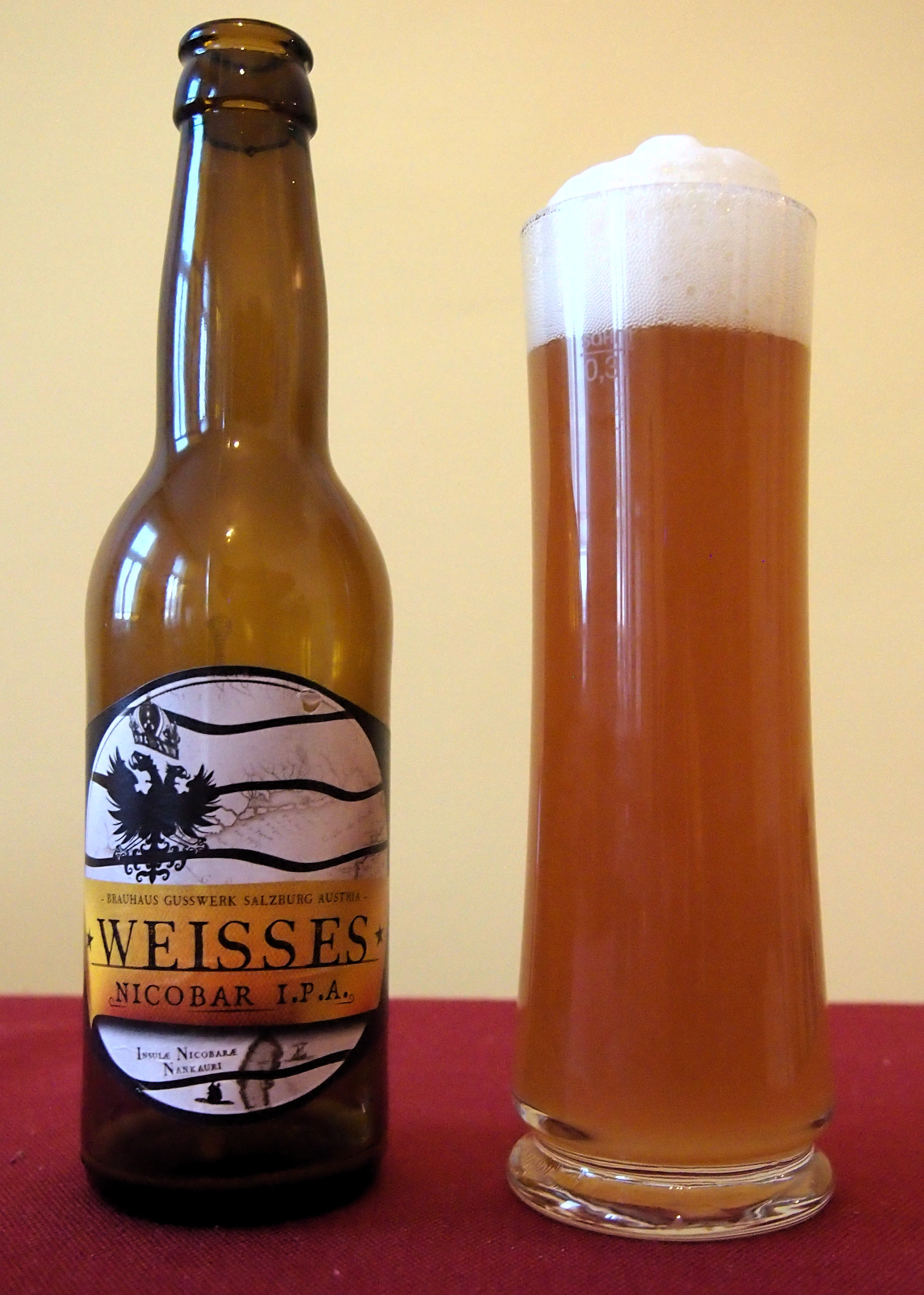
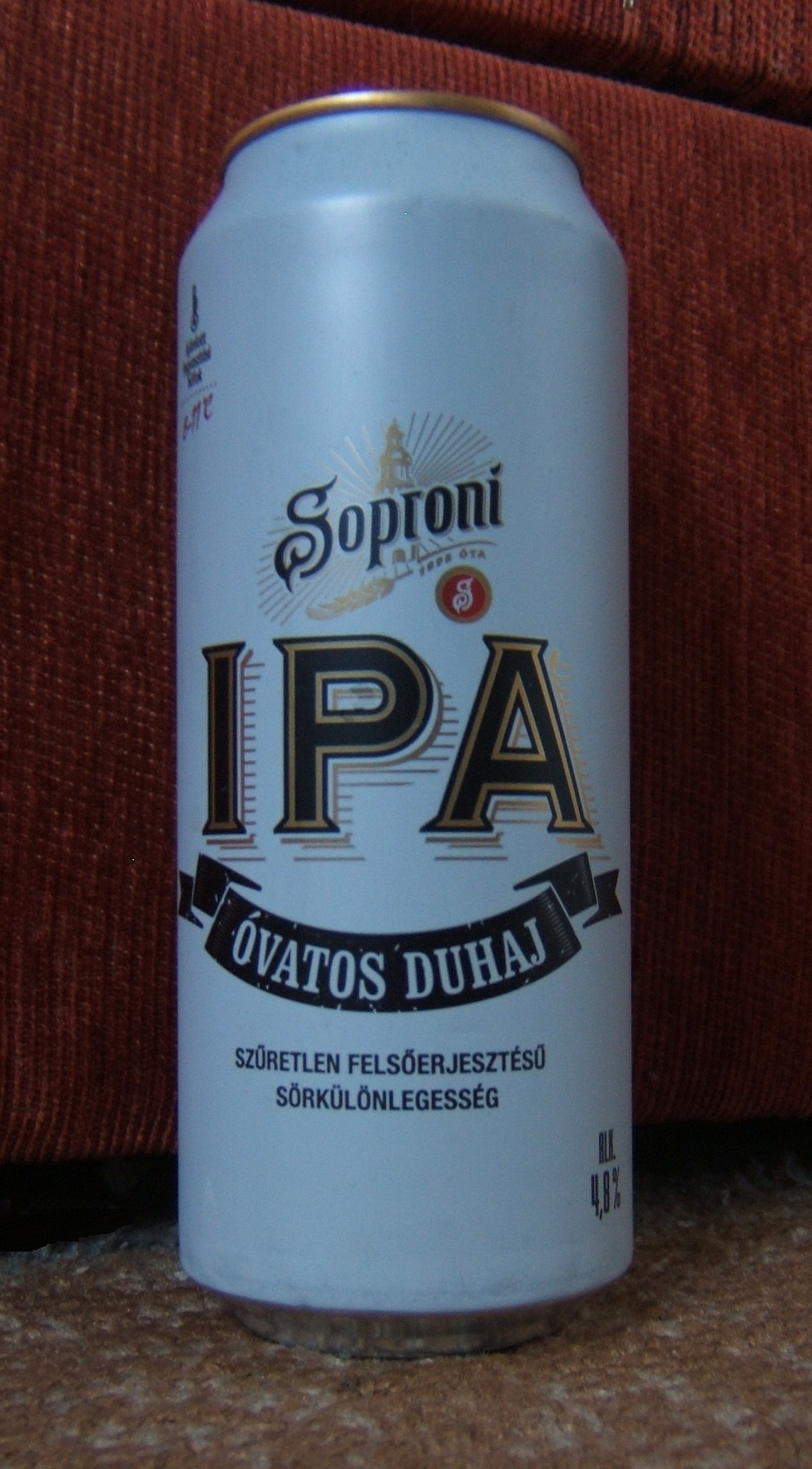